# Paracinipe sulphuripes
Paracinipe sulphuripes är en insektsart som först beskrevs av Boris Petrovich Uvarov 1942.  Paracinipe sulphuripes ingår i släktet Paracinipe och familjen Pamphagidae. Inga underarter finns listade i Catalogue of Life.